# Hemingway Foundation PEN Award
Der Hemingway Foundation PEN Award wird jährlich für einen Roman oder einen Band Kurzgeschichten eines US-amerikanischen Autors vergeben, der zuvor keine Belletristik veröffentlicht hat. Der Literaturpreis ist nach Ernest Hemingway benannt und wird finanziell ausgestattet von der Ernest-Hemingway-Stiftung.

## Strukturen
Operativ verantwortlich für die Organisation des Literaturpreises sind die Hemingway Society (seit 1987) und der New England P.E.N. Die Witwe Mary Hemingway, die Mitglied des PEN war, stiftete den Preis 1976 zum Gedächtnis ihres Ehegatten und um herausragende Prosa-Erstlingswerke der Belletristik auszuzeichnen.
Die Preisträger werden jeweils ausgewählt durch eine wechselnde Jury aus drei namhaften Schriftstellern. Er erhält ein Preisgeld von 8000 US-Dollar. Gemeinsam mit dem Sieger erhalten zwei Endrundenteilnehmer und zwei Zweitplatzierte ein Residenzstipendium der Ucross Residency Fellowship von der Ucross Foundation. Dieses Künstlerhaus für Künstler und Schriftsteller ist eine Ranch mit 89 km² Land in Ucross, Wyoming. Die Preisverleihung findet regelmäßig im Gebäude der John F. Kennedy Gedächtnis-Bibliothek in Boston, Massachusetts statt.
Zusätzlich erhält der Gewinner eine einwöchige Residenz-Einladung des University of Idaho MFA-Programms für Kreatives Schreiben.
Preisträger des Hemingway Foundation PEN Award
- 1976: Loyd Little für Parthian Shot
- 1977: Renata Adler für Speedboat
- 1978: Darcy O’Brien für A Way of Life, Like Any Other
- 1979: Reuben Bercovitch für Hasen
- 1980: Alan Saperstein für Mom Kills Kids and Self
- 1981: Joan Silber für Household Words
- 1982: Marilynne Robinson für Housekeeping, deutscher Titel: Haus ohne Halt
- 1983: Bobbie Ann Mason für Shiloh and Other Stories
- 1984: Joan Chase für During the Reign of the Queen of Sheba
- 1985: Josephine Humphreys für Dreams of Sleep
- 1986: Alan V. Hewar für Lady's Time
- 1987: Mary Ward Brown für Tongues of Flame
- 1988: Lawrence Thornton für Imagining Argentina
- 1989: Jane Hamilton für The Book of Ruth
- 1990: Mark Richard für The Ice at the Bottom of the World
- 1991: Bernard Cooper für Maps to Anywhere
- 1992: Louis Begley für Wartime Lies
- 1993: Edward P. Jones für Lost in the City
- 1994: Dagoberto Gilb für The Magic of Blood
- 1995: Susan Power für The Grass Dancer
- 1996: Chang-Rae Lee für Native Speaker
- 1997: Ha Jin für Ocean of Words
- 1998: Charlotte Bacon für A Private State
- 1999: Rosina Lippi für Homestead
- 2000: Jhumpa Lahiri für Interpreter of Maladies
- 2001: Akhil Sharma für An Obedient Father
- 2002: Justin Cronin für Mary and O'Neil
- 2003: Gabriel Brownstein für The Curious Case of Benjamin Button, Apt. 3W
- 2004: Jennifer Haigh für Mrs. Kimble
- 2005: Chris Abani für GraceLand
- 2006: Yiyun Li für A Thousand Years of Good Prayers
- 2007: Ben Fountain für Brief Encounters With Che Guevara
- 2008: Joshua Ferris für Then We Came to the End[5]
- 2009: Michael Dahlie für A Gentleman's Guide to Graceful Living
- 2010: Brigid Pasulka für A Long, Long Time Ago and Essentially True
- 2011: Brando Skyhorse für The Madonnas of Echo Park
- 2012: Teju Cole für Open City
- 2013: Kevin Powers für The Yellow Birds
- 2014: NoViolet Bulawayo für We Need New Names
- 2015: Arna Bontemps Hemenway für Elegy on Kinderklavier
- 2016: Ottessa Moshfegh für Eileen
- 2017: Yaa Gyasi für Homegoing
- 2018: Weike Wang für Chemistry
- 2019: Tommy Orange für There There
- 2020: Ruchika Tomar für A Prayer for Travelers
- 2021: Kawai Strong Washburn für Sharks in the Time of Saviors
- 2022: Torrey Peters für Detransition, Baby: A Novel